# یورومیدان
یورومیدان، یا میدان اروپا (اوکراینی: Євромайдан، آوانگاری: Êvromajdan، ت. «میدان یورو»، تلفظ اوکراینی: [jɛu̯romɐjˈdɑn]، انگلیسی: Euromaidan) اصطلاحی است که به موج اعتراضات و ناآرامی‌های مردمی در اوکراین گفته می‌شود که آغازگر آن‌ها تظاهرات مردمی شب ۲۱ نوامبر سال ۲۰۱۳ در کی‌یف به منظور تحقق اتحاد و یکپارچگی بیشتر با اتحادیه اروپا، قلمداد می‌شود.

## پیش‌زمینه
ناآرامی‌های اوکراین از نوامبر ۲۰۱۳ و زمانی آغاز شد که ویکتور یانوکویچ رئیس‌جمهور اوکراین از امضای یک قرارداد تجاری با اتحادیه اروپا سر باز زد و روابط خود را با کشور روسیه نزدیک‌تر کرد.

## برکناری رئیس جمهور
پس از اشغال کاخ ریاست جمهوری اوکراین توسط معترضان و مردم در ۲۲ فوریه ۲۰۱۴ پارلمان این کشور به برکناری ویکتور یانوکوویچ و برگزاری انتخابات ریاست جمهوری در ۲۵ مه ۲۰۱۴رای داد.
همچنین پارلمان اوکراین با رای ۳۲۲ نماینده از ۳۳۱ نماینده دستور آزادی یولیا تیموشنکو نخست وزیر سابق این کشور را که به اتهام سوءاستفاده از قدرت محاکمه و به هفت سال زندان محکوم شده بود را صادر کرده‌است.